# Chlorissa gigantaria
Chlorissa gigantaria är en fjärilsart som beskrevs av Otto Staudinger 1892. Chlorissa gigantaria ingår i släktet Chlorissa och familjen mätare. Inga underarter finns listade i Catalogue of Life.